# 22481 Zachlynn
22481 Zachlynn è un asteroide della fascia principale. Scoperto nel 1997, presenta un'orbita caratterizzata da un semiasse maggiore pari a 2,7357136 au e da un'eccentricità di 0,1079798, inclinata di 17,65475° rispetto all'eclittica.
L'asteroide è dedicato all'insegnante statunitense Zach Lynn.